# Andy Summers
Andrew James Summers (Poulton-le-Fylde, Lancashire, 31 de diciembre de 1942), más conocido como Andy Summers, es un músico, compositor y multiinstrumentista británico, conocido por ser el guitarrista de la banda The Police. Fue ubicado en el puesto N°85 de la Lista de los 100 guitarristas más grandes de todos los tiempos según la revista Rolling Stone.

## Trayectoria
Una década más veterano que sus compañeros de grupo, Andrew James Summers nació en Poulton-le-Fylde, Lancashire, Inglaterra. Obsesionado con la guitarra y el piano, dejó los estudios temprano para trabajar en una tienda de música y actuar entre escenarios en "The Blue Note jazz club" en 1959. Allí se encontró con Zoot Money, un pianista de su escuela, quien asentó con Andy los principios de "Zoot Money´s big roll band" en 1961. 
Empezando en "The Flamingo" en Londres, durante 1963 la "Zoot Money´s big roll band" actuó en diez conciertos a la semana a 400 libras la pieza. A pesar de que tenían un sencillo de éxito con "Big Time Operator", la gloria los eludió. Adoptando el nuevo nombre de "Dantalion´s Chariot" en 1967, tuvieron un accidente en el cual Andy resultó herido. Luego siguió su camino realizando actuaciones con "Soft Machine" y formando parte de manera breve en "The Animals" con Eric Burdon.
Por iniciativa propia, Andy tomó y dio clases de guitarra clásica y se casó con la cantante Robin Lane, a pesar de su penosa situación económica. Poco después, se divorciaron y Andy cayó en una profunda depresión, rara vez abandonó su cama en un periodo de varias semanas. Después de recoger una guitarra eléctrica, encontró una nueva ambición para triunfar y llegar a ser "un supremo músico". 
Retornando a Inglaterra en 1973, Andy se recuperó por completo y alquiló sus destrezas musicales a otros músicos, entre ellos Neil Sedaka. A pesar de la gran cantidad de dinero que le ofrecía Kevin Ayers (anteriormente de "Soft Machine"), se unió a "Strontium 90" de Mike Howlett (exbajista de "Gong"). Durante las sesiones de grabación de ese disco, que no vería la luz sino hasta veinte años después, conoció a Sting y a Stewart Copeland, en 1977.
Sting y Copeland habían formado un grupo llamado The Police, junto con Henry Padovani. Dicho grupo, en ese momento liderado por Copeland, estaba enfocado a la corriente punk de moda por aquella época entonces. Andy pertenecía a la llamada "generación enemiga" por parte de los punks. Por un lado, el músico inglés era ya un experimentado músico de sesión y Henry Padovani carecía de experiencia musical, por lo cual no tenía el mismo virtuosismo que Summers. 
Lo mismo comenzaría a generar problemas entre él y Padovani. Finalmente, tras una discusión respecto de quién debía usar el mejor amplificador y luego que Andy hablara con Sting y Copeland, deciden que Padovani no podía seguir (pese a la insistencia de Copeland, para quien Henry cumplía con lo necesario para la estética punk y su visión de The Police como un cuarteto). Pero en Andy, Sting encontró lo que necesitaba para expandirse a nivel musical, además compartían influencias y gustos musicales. 
Así quedó conformado The Police, con la formación que los catapultaría a la fama, con quienes publicó cinco álbumes: Outlandos D’Amour (1978), Reggatta de Blanc (1979), Zenyatta Mondatta (1980), Ghost in the Machine (1981) y Synchronicity (1983). Con este último disco, participaron de una impresionante gira mundial que les permitió tocar en el Shea Stadium ante más de 70.000 personas. 
En 1984 la banda se separó, retomando proyectos personales. Summers colaboraría de aquí en adelante con bandas de jazz y rock progresivo. También se le recuerda mucho por colaborar con Robert Fripp y Gustavo Cerati, conocido fan de The Police; en una versión de "Bring On The Night" que en español se llamaría "Tráeme La Noche", para un disco homenaje a The Police. 
Después de 23 años, Summers se presentó con The Police en los premios Grammy de 2007, con lo cual la banda inglesa partió de gira mundial hasta 2008, cuando decidieron retomar sus proyectos personales.

## Discografía solista
- 1987 XYZ
- 1988 Mysterious Barricades
- 1989 The Golden Wire
- 1990 Charming Snakes
- 1991 World Gone Strange
- 1993 Invisible Threads
- 1996 Synaesthesia
- 1997 The Last Dance of Mr. X
- 1998 Strings of Desire
- 1999 Green Chimneys: The Music of Thelonious Monk
- 2000 Peggy's Blue Skylight
- 2004 Earth + Sky
- 2005 Splendid Brazil
- 2007 First You Build a Cloud
- 2015 Metal Dog
- 2017 Triboluminescence
- 2021 Harmonics of the Night
- 2024 Vertiginous Canyons